# Odense Tennis Center
Odense Tennis Center er et kommende tenniscenter med to tennishaller placeret ved siden af Marienlystcentret i den nordvestlige del af Odense. Tennisbanerne bruges primært af Tennis Club Odense (TCO) og Fyns Tennis Union (FTU), men også andre odenseanske og fynske tennisklubber råder over banerne.
Når projektet er bygget færdigt i november 2014, vil centeret bestå af seks indendørs tennisbaner og vil således være vestdanmarks største tennishal. Byggeprojektet blev vedtaget af byrådet i Odense i januar 2010 efter en 20 år lang kampagne fra Tennis Club Odense om at få bygget en tennishal i Danmarks tredjestørste by. Selve projektet blev startet i januar 2014 og kostede 37,5 millioner kroner.
De to haller har tre tennisbaner hver. Hallerne kan dermed fungere uafhængige af hinanden, og dermed kan der også foregå forskellige arrangementer i de to respektive haller.
Med baggrund i et ønske fra Marienlystcentret og Tennis Club Odense blev der etableret to nye haller i stedet for at samle alle seks baner i én hal. Hallerne kan udover tennis også anvendes til udstillingsformål, messer og lignende arrangementer. I tillæg til hallerne etableres der nye omklædningsrum, fælles reception, kiosk og servicefunktioner.
To af de seks baner i Odense Tennis Center erstatter Tennis Club Odenses to indendørsbaner, der indtil 2004 lå i de gamle boblehaller i Ådalen tæt på Odense Boldklub og Tennis Club Odenses 13 udendørsbaner. Siden 2004 har tennisspillere i Odense rejst til Nyborg, Svendborg, Ringe og Kolding for at spille tennis om vinteren.